# Megyeháza (Szolnok)
Koordináták: é. sz. 47° 10′ 26″, k. h. 20° 11′ 58″47.173750°N 20.199444°E

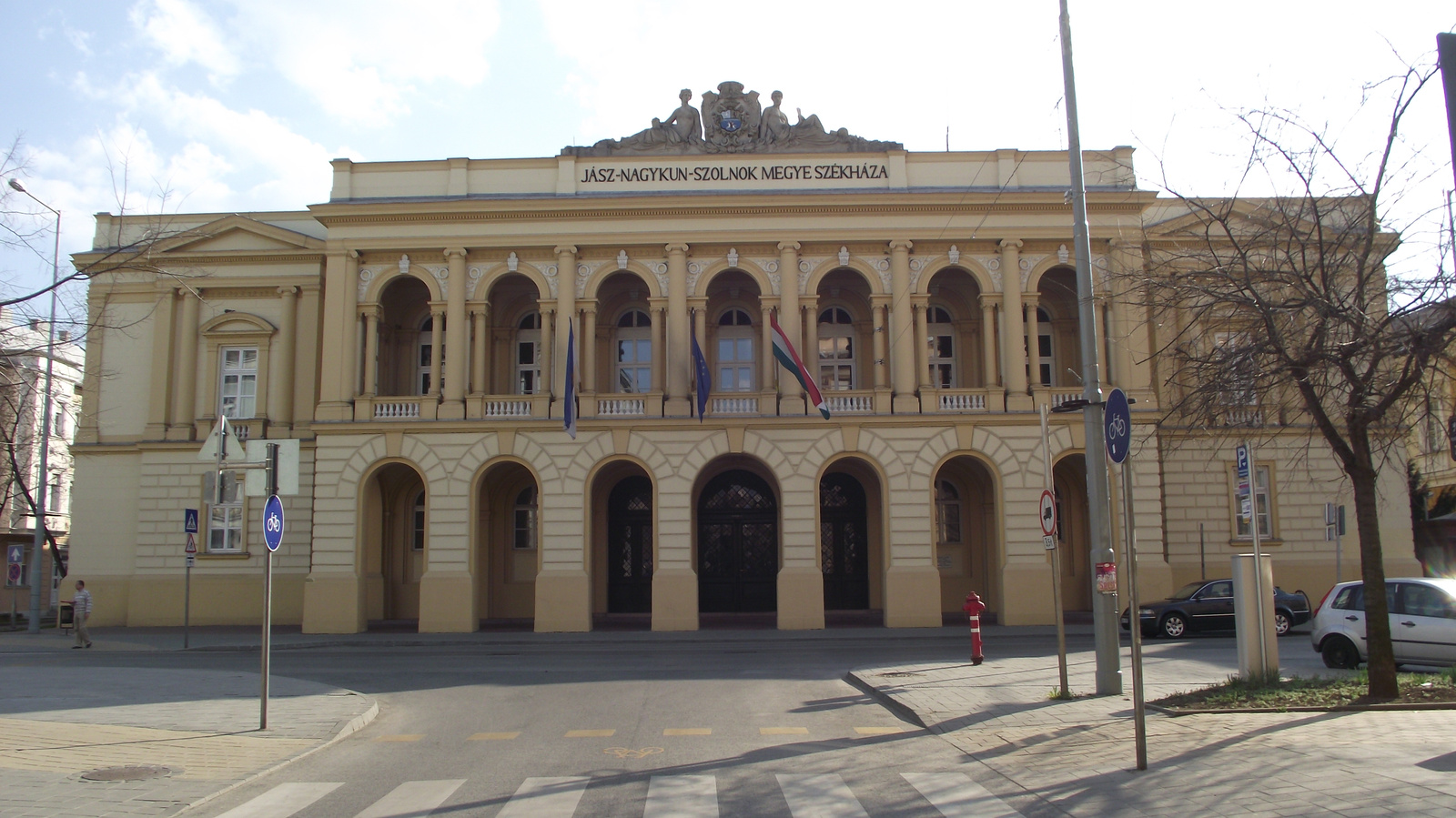
A szolnoki megyeháza

A szolnoki megyeháza a Kossuth Lajos út 2. alatt található eklektikus stílusú épület.

## Története
A megyeháza egyemeletes, épületét 1878-ban emelték. Az épület belsejében a reprezentatív lépcsőház és a tanácsterem klasszikus szépsége érdemel figyelmet.
Az egyemeletes alápincézett, szabadon álló épület főhomlokzata a földszinten árkádos, az emeleten loggiás. A főhomlokzat szélső ablakait faloszlop párok keretezik, ezek fölött kisméretű timpanon látható. Ez a megoldás ismétlődik az oldalhomlokzatok szélső ablakainál is. A főhomlokzat tetejére a megye címerét helyezték. Az épületet Benkó Károly műépítész tervezte, az építési munkálatokat Pucher József építész irányította. 
A hátsó, a Tiszára néző homlokzatot 1926-ban Zombory Lajos festőművész, építész tervezte az eredetinél díszesebb kivitelben.

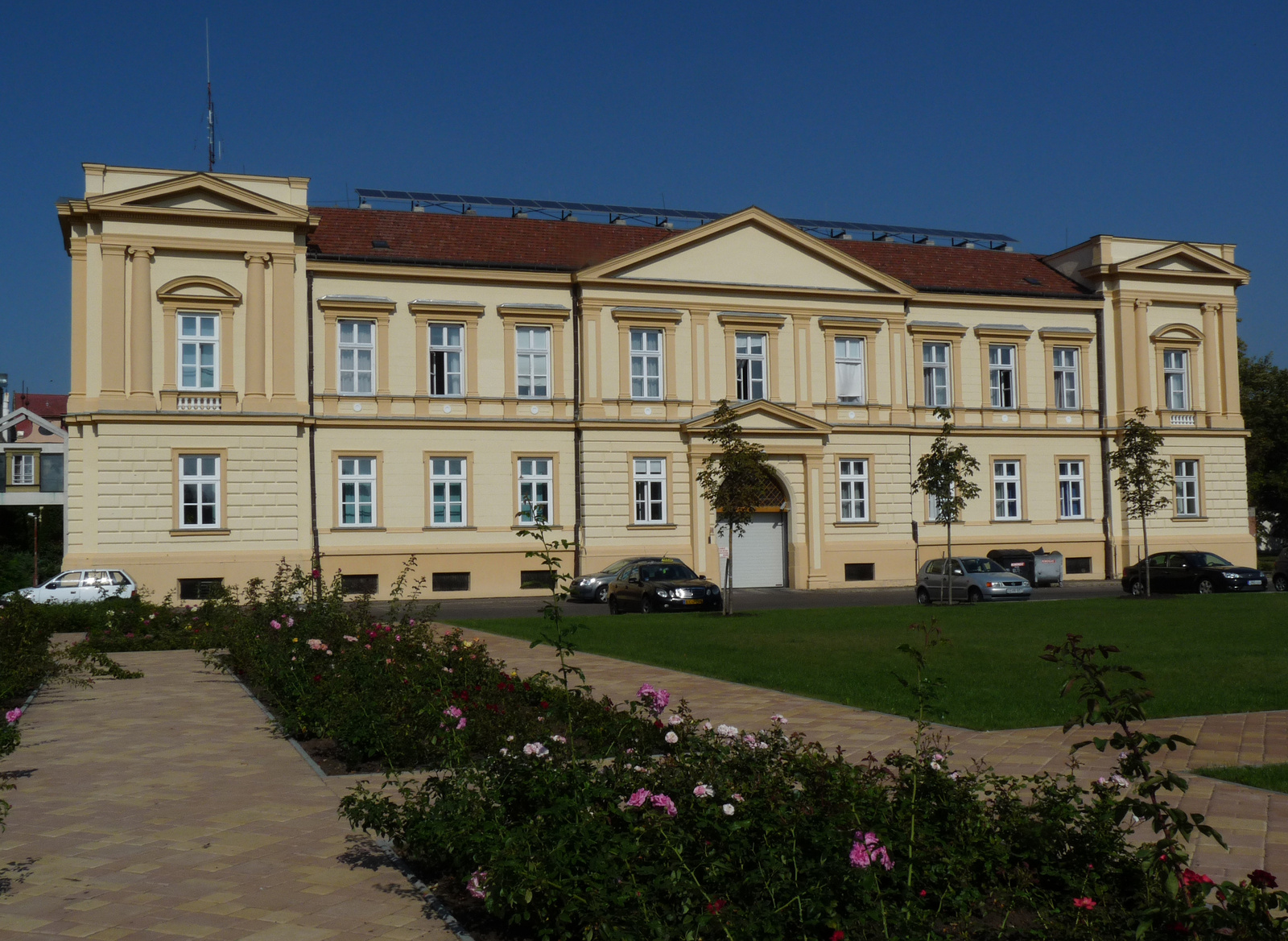
A Tisza felőli homlokzat

## Külső hivatkozások
- Kiállítás nyílik a szolnoki megyeháza történetéről – Múlt-kor.hu, 2008. december 11.